# Morettia parviflora
Morettia parviflora är en korsblommig växtart som beskrevs av Pierre Edmond Boissier. Morettia parviflora ingår i släktet Morettia och familjen korsblommiga växter. Inga underarter finns listade i Catalogue of Life.

## Bildgalleri

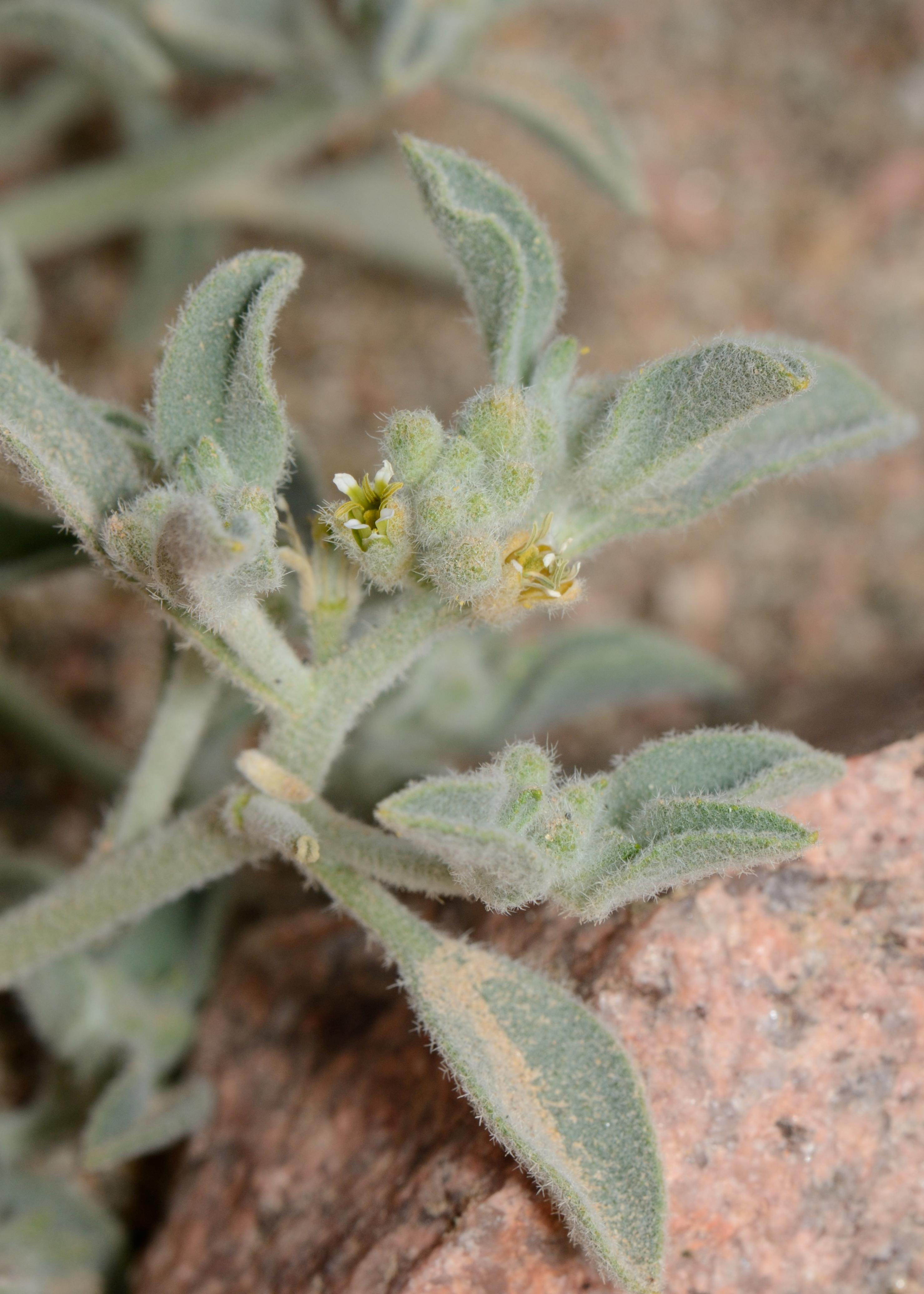